# Tantilla ceboruca
Tantilla ceboruca (себорукська багатоніжкова щзмія) — вид змій родини полозових (Colubridae). Ендемік Мексики.

## Поширення і екологія
Себорукські багатоніжкові змії мешкають в горах Західної Сьєрра-Мадре в штатах Наярит і Халіско. Вони живуть в сосново-дубових лісах, на висоті від 1233 до 2094 м над рівнем моря. Голотип був зібраний на схилах вулкану Себоруко.